# San Marino na Zimowych Igrzyskach Olimpijskich 2018
San Marino na Zimowych Igrzyskach Olimpijskich 2018 – występ reprezentacji San Marino na igrzyskach olimpijskich w Pjongczangu w 2018 roku.
San Marino reprezentował jeden zawodnik, Alessandro Mariotti, który debiutował na igrzyskach i wystąpił w dwóch konkurencjach narciarstwa alpejskiego, slalomie i slalomie gigancie. Pierwszej rywalizacji nie zdołał ukończyć, natomiast w drugiej zajął 65. miejsce. Pełnił on również rolę chorążego reprezentacji San Marino podczas ceremonii otwarcia i zamknięcia igrzysk. Reprezentacja San Marino weszła na stadion jako 34. w kolejności, pomiędzy ekipami z Brazylii i Serbii.
Był to 10. start San Marino na zimowych igrzyskach olimpijskich i 24. start olimpijski, wliczając w to letnie występy.

## Tło startu

### Występy na poprzednich igrzyskach
Narodowy Komitet Olimpijski San Marino powstał w 1959 roku. Reprezentacja tego kraju zadebiutowała w igrzyskach olimpijskich w 1960 roku podczas letnich igrzysk w Rzymie. Wówczas w kadrze znalazło się 9 sportowców, którzy nie zdobyli żadnego medalu. Szesnaście lat później Sanmaryńczycy wystąpili po raz pierwszy na zimowych igrzyskach olimpijskich, które odbyły się w Innsbrucku. Wystawili wtedy dwuosobową kadrę. Dotychczas (2018) żaden z reprezentantów San Marino nie wywalczył medalu.

### Występy Mariottiego przed igrzyskami olimpijskimi
Alessandro Mariotti rozpoczął profesjonalne występy w narciarstwie alpejskim w 2014 roku. W lutym 2015 roku wystartował w mistrzostwach świata w narciarstwie alpejskim odbywających się w Vail i Beaver Creek. W slalomie gigancie zajął 90. miejsce, co nie pozwoliło mu na awans do finałowego przejazdu, natomiast w slalomie nie zdołał ukończyć pierwszej rundy. Rok później rywalizował w zimowych igrzyskach olimpijskich młodzieży, które zorganizowano w Lillehammer i Hafjell. Uplasował się tam na 30. pozycji w slalomie gigancie oraz 32. w slalomie. W lutym 2017 roku rozegrane zostały mistrzostwa świata w narciarstwie alpejskim w Sankt Moritz. W tych zawodach Mariotti w pierwszej rundzie slalomu giganta zajął 52. miejsce, nie kwalifikując się do drugiego przejazdu. W slalomie zaś nie ukończył pierwszej rundy kwalifikacyjnej. W olimpijskim okresie kwalifikacyjnym startował w różnych zawodach FIS, osiągając najlepszy wynik (5. miejsce) w slalomie gigancie rozegranym 12 stycznia 2017 roku w Cedars.

### Kwalifikacje olimpijskie
Okres kwalifikacyjny do igrzysk w Pjongczangu w przypadku narciarzy alpejskich trwał od 1 lipca 2016 do 21 stycznia 2018 roku. Kwalifikację olimpijską do zawodów w slalomie i slalomie gigancie uzyskali alpejczycy, którzy w tym okresie zdobyli przynajmniej 500 punktów do listy rankingowej publikowanej przez Międzynarodową Federację Narciarską (FIS). Żadnego z tych kryteriów nie spełnił reprezentant San Marino, wobec czego musiał starać się o kwalifikację na igrzyska olimpijskie według kolejnego warunku. Zgodnie z nim, do olimpijskich zawodów w slalomie i slalomie gigancie zostali zakwalifikowani zawodnicy, którzy w okresie kwalifikacyjnym zdobyli przynajmniej 140 punktów FIS. Mariotti spełnił ten warunek w slalomie gigancie w styczniu 2017 roku podczas zawodów w Libanie, a miesiąc później otrzymał przepustkę na igrzyska olimpijskie w slalomie, osiągając pożądany wynik w rozgrywkach w Monte Pora.

### Delegacja olimpijska
Oficjalna prezentacja sanmaryńskiej delegacji olimpijskiej została dokonana 27 stycznia 2018 roku. Funkcję szefa misji olimpijskiej w Pjongczangu pełnił Gian Luca Gatti, natomiast głównym trenerem reprezentacji został Denis Pauletto. Tego dnia na ręce Alessandro Mariottiego kapitanowie regenci, Matteo Fiorini i Enrico Carattoni, przekazali flagę narodową, którą miał nieść podczas ceremonii otwarcia igrzysk olimpijskich. Zgodnie z planem podróży szef misji wyleciał do Seulu 4 lutego z lotniska w Bolonii, natomiast 6 lutego sportowiec i trener odbyli sesję zdjęciową i udzielili wywiadów w siedzibie Narodowego Komitetu Olimpijskiego San Marino w Serravalle, po czym udali się do Rzymu, skąd wylecieli do Korei Południowej. Tego samego dnia na igrzyska wyruszyli również przewodniczący komitetu narodowego, Gian Primo Giardi (kilkudniowy pobyt), oraz sekretarz generalny komitetu, Eros Bologna.

### Prawa transmisyjne
Prawa do transmisji zimowych igrzysk olimpijskich w Pjongczangu miała Radiotelevisione Italiana (RAI) – włoski publiczny nadawca telewizyjny będący członkiem Europejskiej Unii Nadawców. Ponadto transmisje za pośrednictwem telewizji kablowej i satelitarnej oraz transmisje internetowe prowadziła stacja Eurosport. 

### Stroje olimpijczyka i delegatów
Stroje sanmaryńskiego olimpijczyka i delegatów, które przygotowała firma Pietro Vitalini, składały się z błękitnych kurtek z białym wzorem (barwy narodowe San Marino) i czarnych spodni z zielonym wzorem. Pietro Vitalini zaopatrzył również sportowca w kombinezon narciarski, natomiast kask przyszykowało SH+, buty AKU, sprzęt narciarski Nordica, a odzież codzienną Karpos.  

### Współpraca z włoską drużyną olimpijską
Alessandro Mariotti i Denis Pauletto współpracowali z reprezentacją Włoch w Pjongczangu podczas przygotowań i treningów do slalomu i slalomu giganta, w których miał wystąpić zawodnik San Marino.

## Skład reprezentacji

### Narciarstwo alpejskie
Konkurencje alpejskie na igrzyskach olimpijskich w Pjongczangu odbyły się w dniach 13–24 lutego 2018 roku w Yongpyong Alpine Centre (slalom gigant, slalom)  i Jeongseon Alpine Centre (superkombinacja, supergigant, zjazd). Alessandro Mariotti wystartował w igrzyskach po raz pierwszy, reprezentując San Marino w dwóch konkurencjach narciarstwa alpejskiego, slalomie gigancie i slalomie. 
Zawody w slalomie gigancie zostały rozegrane 18 lutego. Pierwszy przejazd odbył się o 10:15 czasu lokalnego. Mariotti rozpoczął rywalizację z numerem 101, uzyskując czas przejazdu 1:21,66, co uplasowało go na 75. miejscu wśród 85 narciarzy, którzy ukończyli ten przejazd. W drugim przejeździe, który odbył się o 15:45, zawodnik osiągnął rezultat nieco lepszy – 1:21,21 i zajął miejsce 66. Z łącznym wynikiem 2:42,87 Sanmaryńczyk został sklasyfikowany na 65. pozycji wśród 75 narciarzy.
Slalom mężczyzn odbył się 22 lutego. Pierwszy przejazd miał miejsce o 10:00 czasu lokalnego. Mariotti wystartował z numerem 99, jednak wypadł z trasy przy szesnastej bramce i zakończył występ w tej konkurencji. Ostatecznie dwa przejazdy ukończyło 43 zawodników z listy startowej, która liczyła początkowo 108 narciarzy.
| Konkurencja            | Zawodnik            | Przejazd 1 | Przejazd 1 | Przejazd 2 | Przejazd 2 | Czas łączny | Miejsce |
| Konkurencja            | Zawodnik            | Czas       | Miejsce    | Czas       | Miejsce    | Czas łączny | Miejsce |
| ---------------------- | ------------------- | ---------- | ---------- | ---------- | ---------- | ----------- | ------- |
| Slalom mężczyzn        | Alessandro Mariotti | DNF        | DNF        | DNS        | DNS        | DNF         | DNF1    |
| Slalom gigant mężczyzn | Alessandro Mariotti | 1:21,66    | 75.        | 1:21,21    | 66.        | 2:42,87     | 65.     |